# Llista d'Inspectors de Groenlàndia

## Inspectors de Groenlàndia septentrional
- Johan Friedrich Schwabe (1782-1786)
- Jens Clausen Wille (1786-1790)
- Børge Johan Schultz (1790-1797)
- Claus Bendeke (1797-1803)
- Peter Hanning Motzfeldt (1803-1817)
- Johannes West (1817-1825)
- Carl Peter Holbøll (1825-1828)
- Ludvig Fasting (1828-1843)
- Hans Peter Christian Møller (1843-1845)
- Nicolai Zimmer (1845-1846)
- Christian Søren Marcus Olrik (1846-1866)
- Carl August Ferdinand Bolbroe (1866-1867)
- Sophus Theodor Krarup-Smith (1867-1882)
- Hjalmar Christian Reinholdt (1882-1883) en funcions
- Niels Alfred Andersen (1883-1898)
- Johan Carl Joensen (1898-1900) en funcions
- Jens Daugaard-Jensen (1900-1912)
- Anders Peter Olsen (1912-1913) interí
- Harald Lindow (1913-1924)

## Inspectors de Groenlàndia Meridional
- Bendt Olrik (1782-1789)
- Andreas Molbech Lund (1789-1795)
- Claus Bendeke (1795-1797)
- Niels Rosing Bull (1797-1802)
- Marcus Nissen Myhlenphort (1802-1821) interí (fins a 1803)
- Christian Alexander Platou (1821-1823) en funcions
- Arent Christopher Heilmann (1823-1824) en funcions
- Christian Alexander Platou (1824-1827)
- Ove Valentin Kielsen (1827-1828)
- Carl Peter Holbøll (1828-1856)
- Jørgen Nielsen Møller (1856-1857) en funcions
- Hinrich Johannes Rink (1857-1868)
- Albert E. Blichfeldt Høyer (1868-1869)
- Hannes Peter Stephensen (1870-1882)
- Frederik Tryde Lassen (1882-1884) en funcions
- Carl Julius Peter Ryberg (1884-1890)
- Johan Carl Joansen (1890-1891) en funcions
- Conrad Poul Emil Brummerstedt (1891-1892) en funcions
- Edgar Christian Fencker (1892-1899)
- Regnar Stephensen (1899-1902)
- Oscar Peter Cornelius Koch (1902-1903)
- Ole Bendixen (1903-1914)
- Oluf Hastrup (1914-1915)
- Carl Frederik Harries (1915-1923)
- Christian Simony (1924) en funcions
- Knud Oldendow (1924) en funcions

Per a líders posteriors: Llista de Governadors de Groenlàndia